# 桂林電器科學研究院
桂林電器科學研究院，中國機械工業集團有限公司屬下機構，是在1954年當時以第一机械工业部电器科学研究院成立，1970年由當時總部北京搬遷到桂林，主要業務电工材料及其元器件、成套装备与薄膜产品生产、电机及其应用和行业中介服务等，現任院長陳仲。
1999年，被中國機械工業集團有限公司收購本集團，已被國務院批准。